# Оямаа, Пильви
Пильви Оямаа (до 1951 Пуппарт, 1951—1962 Уук; род. 21 декабря 1930 в Таллине) — эстонская художница по стеклу, известная по своему творчеству в Тарбеклаас.

## Биография
В 1956 году с отличаем окончила Государственный художественный институт Эстонской ССР, класс Макса Роосмы. С 1956 по 1958 год работала художником-гравером на Ленинградском заводе художественного стекла.
С 1958 по 1956 год работала на фабрике «Флора» в Таллинне. В Тарбеклаас Пилви Оямаа начала работать в 1965 году, после ухода Инги Вахер. И проработала там до 1991 года. Творческий почерк Оямаа идеально вписался в дизайнерский ландшафт Тарбеклааса того времени. Её первыми известными дизайнерскими решениями стали серия стаканов «Ре» (1966) и сервиз «Валли» (1971), а также ваза необычной формы «Кульюс» 1971 года. В период с 1980 по 1990 год она разработала широкий ассортимент стеклянной посуды («Холли», «Ароом»), серию прессованной посуды «Адам» и декоративный набор «Гондель» выполненный в технике свободного выдувания.
С 1993 по 1998 работала преподавателем в Эстонской академии художеств.

## Творчество
Создала наборы бокалов и посуды: «Ми» и «Ре» (1966); «Кульюс» (1968); «Юта» (1971); «Кюльм» (1971); «Сандра» (1987).
Выгравировала динамичные и богатые деталями фигурные композиции (вазы «Выймлеяд» (1956 г.); «Дэбюют» (1984 г.); «Леннуле» (1994 г.); «Пяясэнуд» (1998 г.)).
Распространённый в её творчестве мотив — женское тело.
В 2006 году проходила совместная выставка работ Пильви Оямаа и Лейды Юрген в Эстонском музее прикладного искусства и дизайна в Таллинне.
С 2017 по 2020 год в музее стекла в Ярваканди проходила выставка изделий из стекла созданных Пильви Оямаа с 1965 по 1992 год за время работы на стекольном заводе Тарбеклаас (выставка — эст. „Tarbeklaasi kunstniku Pilvi Ojamaa klaastooteid aastaist 1965-1992”). Выставка была оформлена лично художницей Пильви Оямаа.

Творчество Пильви Ойямаа скорее является иллюстрацией обратного взаимодействия: воспринятые художницей алмазное гранение и монументальность в формообразовании на Ленинградском заводе художественного стекла и сортовой посуды получили дальнейшее развитие в период работы на «Тарбеклаас», привнеся традиции ленинградского завода в эстонскую школу. — Дарья Степанова

## Награды и премии
- 1958 — золотая медаль и почётный диплом на Всемирной выставке Экспо 58 в Брюсселе.
- 1960, 1972, 1979, 1985, 1987 — серебряные и бронзовые медали на ВДНХ, Москва .